# Беремицьке (парк)
Парк приро́ди «Береми́цьке» — природний парк, розташований поблизу села Беремицьке Козелецького району Чернігівської області.

## Статус
Парком опікується Благодійний фонд «Беремицьке Біосфера» разом з іноземними партнерами.
Займає територію близько 500 гектарів та огороджений по периметру, є містки та оглядова вежа. 

## Історія
Розпланування парку розпочато 2014 року. Проведено санітарне очищення території, а також створено штучні водойми для нормальної життєдіяльності тварин. Відкритий для відвідувачів 13 жовтня 2017 року.

## Фауна
Ґрунтуючись на принципах ревайлдингу, в парк поселили диких тварин, схожих за фенотипом до тих, для яких територія Чернігівської області є споконвічним місцем проживання. У парку є тарпани (польські коники), які швидко освоїлися в звичних для себе умовах. Також в ньому проходять реабілітацію лосі та дикі свині.